# Erik Weihönig
Erik Weihönig (* 8. August 1949) ist ein deutscher Unternehmer. Er war viele Jahre Geschäftsführer der Mediengruppe Schmidt & Partner.

## Leben und Wirken
Erik Weihönig stammt möglicherweise aus einer Aussiedlerfamilie aus Lippehne in der Neumark. Er wuchs in Westfalen auf und studierte in den 1970er Jahren an der Technischen Universität Berlin. 1978 verfasste er für den Verein für Förderung studentischer Sozialarbeit und Sozialpolitik einen Sozialkompass.
Um 1978 war Erik Weihönig Mitgründer der Mediengruppe Schmidt & Partner (MSP), die den linksalternativen Elefanten Press Verlag führte und wurde deren Geschäftsführer. In dieser Zeit war er auch Mitglied der SEW. 1986 führte er seine Verlagsmitarbeiter zu einer Reise nach Cottbus, um ihnen die Vorzüge des real existierenden Sozialismus zu zeigen.
Unter seiner Geschäftsführung übernahm die MSP danach die Satirezeitschrift Titanic (1988), das Verlagsgebäude von Elefanten Press (1989), die DKP-nahe Volkszeitung aus Düsseldorf (1990), die beliebte Ost-Berliner Kulturwochenzeitung Sonntag (1990), die ehemals auflagenstärkste DDR-Tageszeitung Junge Welt (1991), und das zweitgrößte Verlagshaus der DDR „Tribüne“ mit Druckerei (1991).  Woher das Geld für diese vielen Übernahmen kam, ist unbekannt.
1991 betrug der Jahresumsatz von MSP etwa 40 Millionen DM.
Erik Weihönig galt in dieser Zeit als linker Medienmogul.
1992 wurde die Junge Welt nach Konkursantrag an seinen Vertrauten Peter Großhaus für eine Mark verkauft.
1994 kaufte Erik Weihönig 24 Buchhandlungen der Büchergilde Gutenberg von der Gewerkschaft.
Im April 1996 gab die MSP auch die 1990 aus Deutscher Volkszeitung und Sonntag hervorgegangene Zeitung Freitag an eine neue Verlegergruppe ab, die in der Folge Schulden von etwa 1,5 Millionen DM zu tilgen hatte.
Im November 1996 übernahm Erik Weihönig  den WeBe Verlag, den Nachfolger des  traditionsreichen Weltbühne-Verlages für eine Mark.
1997 gründete er eine Gastronomie GmbH, die 1999 das Restaurant Weltbühne in der Linienstraße in Berlin-Mitte eröffnete.
1999 wurde der Elefanten Press Verlag in der bisherigen Form aufgelöst und in den Espresso Verlag umgewandelt.
2001 wurden  das Restaurant Weltbühne und der WeBe-Verlag geschlossen, danach auch die Mediengruppe Schmidt & Partner aufgelöst.
2001 gründete Erik Weihönig mit seiner Geschäftspartnerin Maruta Schmidt die BeWe Grundstücksgesellschaft. Diese wurde später zur BeWe Vermögensverwaltung und wurde noch 2023  von ihm geleitet.
Erik Weihönig hat mit seinen verschiedenen Medienübernahmen und sonstigen Geschäftsgründungen nur selten sichtbare wirtschaftliche Erfolge erzielen können, dennoch fand er immer wieder Möglichkeiten, neue zu gründen oder zu übernehmen. Bei seinen Mitarbeitern war er in den späten 1980er Jahren äußerst unbeliebt, da sie ihn öfter drängen mussten, ihnen ihre Löhne auszuzahlen und ausreichende Pausenzeiten zu gewährleisten, während er selbst alle zwei Jahre ein neues Auto auf Firmenkosten für sich kaufte.
Weihönig ist Unterstützer des Bündnis Sahra Wagenknecht (BSW).